# Villebret
Villebret – miejscowość i gmina we Francji, w regionie Owernia-Rodan-Alpy, w departamencie Allier.

## Demografia
Według danych na rok 1990 gminę zamieszkiwało 865 osób, a gęstość zaludnienia wynosiła 56 osób/km². w styczniu 2015 r. Villebret zamieszkiwało 1339 osób, przy gęstości zaludnienia wynoszącej 86,7 osób/km².